# Nick Itkin
Nick Itkin (n. 9 octombrie 1999, Los Angeles, California, SUA) este un scrimer american, medaliat olimpic. A participat la 2 ediții ale Jocurilor Olimpice (2020, 2024) în care a câștigat două medalii de bronz.